# Гатницы
Гатницы — деревня в Заокском районе Тульской области.
Этимология названия села происходит от теперь несуществующей речки Гатенки, протекавшей по оврагу около села.

## География
Расположено на высоком месте при речке Вепрейке. Расстояние: от районного центра посёлок Заокский и железнодорожной станцией Тарусская — 15 км, Тулы — 47 км, Алексина — 25 км, Москвы — 129 км.

## История
Сохранились сведения, что в XVIII веке в селе проводились ярмарки.
В исповедных росписях село Гатницы упоминается в 1803 году. В 1910 году в числе домохозяев числились 8 дворов, из них принадлежали: Гришиным — 6 хозяйств, Семёновым — 2 хозяйства. Ранее входила в Покровскую волость Алексинского уезда.
Село имело свой церковный приход, в котором кроме села приписаны деревни: Никоново, Филимоново, Вепрейский завод, Сонино, Теряево, Ушаково, Горские выселки, Маслово, Масловские выселки, Лесновка, Хрущёво и Сухотино, с общим числом прихожан 886 человек мужского пола и 979 женского.

## Воскресенский храм
Деревянный храм в честь Обновления Храма Воскресения Христова, был построен в 1872 году на добровольные пожертвования прихожан. Сосуществовавший до него храм сгорел в 1869 году. В храме была месточтимая икона Казанской Божией Матери. Штат храма состоял из священника и псаломщика. Имелось церковной земли — 90 десятин.